# Chornice
Chornice là một làng thuộc huyện Svitavy, vùng Pardubický, Cộng hòa Séc.